# Quan nữ tử

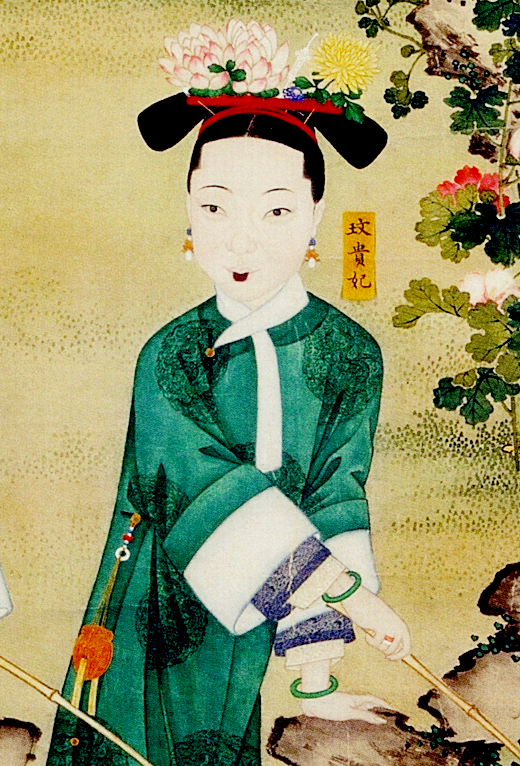
Mân Quý phi Từ Giai thị, từng bị giáng xuống làm Quan nữ tử.

Quan nữ tử (chữ Hán: 官女子), cũng gọi Cung nữ tử (宮女子), là danh từ dùng để gọi các cung nữ, hay phi tần bị biếm truất của Hoàng đế hoặc thiếp thất thuộc hàng thấp nhất của các Hoàng tử, Vương công nhà Thanh.
Khái niệm "Quan nữ tử"  cũng mang nghĩa cung tần chưa được định phong danh phận, bắt đầu xuất hiện từ thời Ung Chính.

## Khái quát
Trong các loại hồ sơ Nội đình thời kỳ triều Thanh, "Quan nữ tử" hay "Cung nữ tử" đều được dùng để gọi các cung nữ làm việc trong Nội cung, những người xuất thân từ Thượng tam kỳ Bao y trực thuộc Nội vụ phủ. Điều này xác minh qua 《Thực nhục để trướng》 (食肉底賬) ghi lại phân bố cung nữ thời Ung Chính.
Từ thời Ung Chính, triều Thanh mới bắt đầu xuất hiện danh vị này dùng để gọi các cung nữ được Hoàng đế sủng hạnh nhưng chưa phong làm tần phi, hoặc được dùng để gọi phi tần bị giáng cấp xuống dưới cả bậc Đáp ứng (như Mân Quý phi của Hàm Phong Đế). Cá biệt Ung Chính Đế có ba vị Quan nữ tử được sủng hạnh nhưng không được sắc phong, là Vân Huệ (雲惠), Lan Anh (蘭英) cùng Cát Quan (吉官). Ghi chép về phân bố Cung nữ tử cho thấy tuy cả ba người này đều có các Cung nữ tử khác được phái đến hầu hạ nhưng không được xem là phi tần. Mãi khi Càn Long Đế lên ngôi, phong Lan Anh làm Lan Đáp ứng (蘭答應), Cát Quan làm Cát Thường tại (吉常在).
Ngoài ra, cách gọi "Quan nữ tử" cùng "Cung nữ tử" cũng được dùng để chỉ các Thị nữ và Thị thiếp của các Hoàng tử khi chưa phong phủ, hoặc các cung nữ theo Hoàng tử ra phong phủ (ví dụ Tề phi Lý thị của Ung Chính Đế). Thời điểm Càn Long Đế trước khi đăng cơ đã sủng hạnh và làm vài Quan nữ tử có thai, trong đó có Triết Mẫn Hoàng quý phi và Thuần Huệ Hoàng quý phi, ngoài ra có thể là Thục Gia Hoàng quý phi, Uyển Quý phi và Nghi tần.
Thị thiếp của Hoàng tử, dưới hàng Trắc Phúc tấn thì phân biệt có 3 cách gọi, Quan nữ tử cùng [Cách cách; 格格] và [Sử nữ; 使女]. Cách gọi có khác nhau, song Cách cách và Sử nữ đều như Quan nữ tử chỉ là Thị thiếp danh phận thấp, không được xem là vợ lẽ chính thức, nếu may mắn họ chỉ được đãi ngộ tốt hơn bình thường là có nha đầu thị nữ hầu hạ. Ví dụ điển hình có Như Cách cách (如格格) của Hoàng ngũ tử Vĩnh Kỳ, qua đời liền theo ý chỉ của Càn Long Đế an táng theo lễ Thị tỳ như bình thường, bất chấp có người xin làm lễ theo danh phận Trắc Phúc tấn.
Tuy địa vị Quan nữ tử không cao trong hoàng thất, song đến một loại hoạn quan như Tổng quản Thái giám, cũng phải hành lễ.